# Yang Shaoqi
Yang Shaoqi (kinesiska: 楊 紹琦), född den 8 februari 1976, är en kinesisk fäktare som tog OS-brons i damernas lagtävling i värja i samband med de olympiska fäktningstävlingarna 2000 i Sydney.